# L'Engle (cratère)

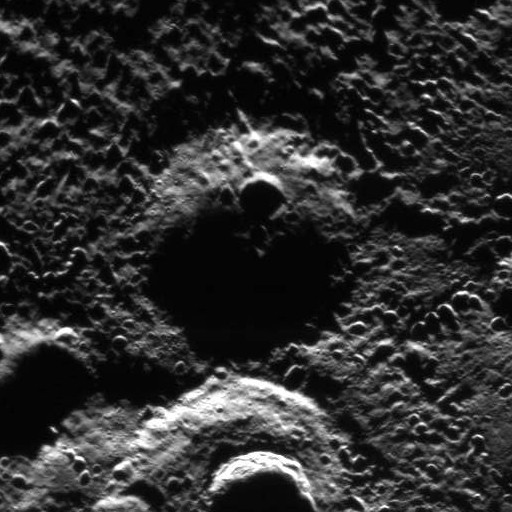
L'Engle (cratère)

L'Engle est un cratère d'impact présent sur la surface de Mercure. 
Le cratère fut ainsi nommé par l'Union astronomique internationale en 2013 en hommage à l'écrivaine américaine Madeleine L'Engle. 
Son diamètre est de 62 km. Il se situe dans le quadrangle de Bach (quadrangle H-15) de Mercure.